# 小行星3889
小行星3889（英語：3889 Menshikov）是一颗围绕太阳公转的小行星。1972年9月6日，柳德米拉·瓦斯列娜·朱然勒娃在克里米亚发现了此天体。
这颗小行星的绝对星等为237.05291等。